# Okręty podwodne typu Ariane
Okręty podwodne typu Ariane – francuskie okręty podwodne z okresu międzywojennego i II wojny światowej. W latach 1923–1929 w stoczni Ateliers et Chantiers Augustin-Normand w Hawrze zbudowano cztery okręty tego typu. Jednostki weszły w skład Marine nationale w latach 1928–1929, służąc na Morzu Śródziemnym. Oprócz „Ondine”, utraconej w 1928 roku, wzięły udział w działaniach wojennych. 9 listopada 1942 roku dwa okręty tego typu zostały samozatopione w Oranie. 27 listopada ich los w Tulonie podzieliła „Eurydice”, podniesiona następnie przez Włochów i ponownie zatopiona przez alianckie samoloty w czerwcu 1944 roku.

## Projekt i budowa
Okręty podwodne typu Ariane zamówione zostały na podstawie programu rozbudowy floty francuskiej z 1922 roku. Okręty, zaprojektowane przez Marie-Augustina Normanda i Fernanda Fenaux, zbliżone były wielkością i parametrami do typu Sirène. Jednostki charakteryzowały się wysoką manewrowością i silnym uzbrojeniem, lecz miały zbyt długi czas zanurzenia, a ciasnota wnętrza powodowała trudności w obsłudze mechanizmów okrętowych przez załogę.
Wszystkie okręty typu Ariane zbudowane zostały w stoczni Ateliers et Chantiers Augustin-Normand w Hawrze. Stępki okrętów położono w 1923 roku, zostały zwodowane w latach 1925–1927, a do służby w Marine nationale przyjęto je w latach 1928–1929. Jednostki otrzymały numery burtowe Q121–Q122 i Q130–Q131.
| Okręt             | Stocznia | Początek budowy | Wodowanie        | Wejście do służby |
| ----------------- | -------- | --------------- | ---------------- | ----------------- |
| „Ondine” (Q121)   | Normand  | 1923            | 8 maja 1925      | 1928              |
| „Ariane” (Q122)   | Normand  | luty 1923       | 6 sierpnia 1925  | wrzesień 1929     |
| „Eurydice” (Q130) | Normand  | lipiec 1923     | 31 maja 1927     | wrzesień 1929     |
| „Danaé” (Q131)    | Normand  | luty 1923       | 11 września 1927 | listopad 1929     |

## Dane taktyczno–techniczne
Okręty podwodne typu Ariane były średniej wielkości okrętami podwodnymi o konstrukcji dwukadłubowej. Długość całkowita wynosiła 66 metrów, szerokość 6,2 metra i zanurzenie 4,1 metra. Wyporność w położeniu nawodnym wynosiła 626 ton, a w zanurzeniu 787 ton. Okręty napędzane były na powierzchni przez dwa czterosuwowe silniki wysokoprężne Normand-Vickers o łącznej mocy 1250 koni mechanicznych (KM). Napęd podwodny zapewniały dwa silniki elektryczne Schneider o łącznej mocy 1000 KM. Dwuśrubowy układ napędowy pozwalał osiągnąć prędkość 14 węzłów na powierzchni i 7,5 węzła w zanurzeniu. Zasięg wynosił 3500 Mm przy prędkości 9 węzłów w położeniu nawodnym oraz 75 Mm przy prędkości 5 węzłów pod wodą. Zbiorniki paliwa mieściły 60 ton oleju napędowego, a energia elektryczna magazynowana była w bateriach akumulatorów typu D liczących 140 – 144 ogniwa. Dopuszczalna głębokość zanurzenia wynosiła 80 metrów, a autonomiczność 20 dób.
Okręty wyposażone były w siedem wyrzutni torped kalibru 550 mm: dwie wewnętrzne i dwie zewnętrzne na dziobie, jedną wewnętrzną na rufie oraz jeden podwójny obrotowy zewnętrzny aparat torpedowy za kioskiem, z łącznym zapasem 13 torped. Uzbrojenie artyleryjskie stanowiło działo pokładowe kal. 100 mm M1917 L/45 oraz dwa karabiny maszynowe kal. 8 mm (2 x I).
Załoga pojedynczego okrętu składała się z 3 oficerów oraz 38 podoficerów i marynarzy.

## Służba
„Ondine” 3 października 1928 roku została przypadkowo staranowana i zatopiona nieopodal Vigo przez grecki parowiec „Aikaterini Gouloudris”. W momencie wybuchu II wojny światowej pozostałe okręty pełniły służbę na Morzu Śródziemnym, wchodząc w skład 14. dywizjonu 2. Flotylli okrętów podwodnych w Oranie. W czerwcu 1940 roku okręty nadal stacjonowały w Oranie. Po zawarciu zawieszenia broni między Francją a Niemcami jednostki znalazły się pod kontrolą rządu Vichy. 8 listopada 1942 roku, podczas lądowania Aliantów w Afryce Północnej, „Ariane” i „Danaé” stacjonowały w Oranie. Następnego dnia, aby uniknąć zdobycia przez Aliantów, na rozkaz wiceadmirała Rioulta oba okręty zostały samozatopione. 27 listopada 1942 roku, podczas ataku Niemców na Tulon, „Eurydice” została samozatopiona, a później podniesiona przez Włochów i 22 czerwca 1944 roku ponownie zatopiona przez amerykańskie samoloty.